# Metisella malgacha
Metisella malgacha is een vlinder uit de familie van de dikkopjes (Hesperiidae). De wetenschappelijke naam van de soort is voor het eerst geldig gepubliceerd in 1833 door Jean Baptiste Boisduval.